# Раффельштеттенский таможенный устав
Раффельштеттенский таможенный устав (лат. Inquisitio de theloneis Raffelstettensis) — таможенный документ, регулирующий пошлины в Баварской восточной марке. Издан королём Восточно-Франкского королевства Людовиком IV между 904 и 906 годами.
Раффельштеттен — городок на Дунае, находился на территории современной Австрии в нескольких километрах от города Линц (ныне на территории населённого пункта Астен). Документ дошёл до нас в виде копии середины XIII века. Выдержка из устава:

«Славяне же, отправляющиеся для торговли от ругов или богемов [чехов], если расположатся для торговли где-либо на берегу Дуная…, с каждого вьюка воска платят две меры стоимостью в один скот каждая; с груза одного носильщика — одну меру той же стоимости; если же пожелают продать рабов или лошадей, то за каждую рабыню платят по одному тремиссу, столько же за жеребца, за раба — одну сайгу, столько же за кобылу»

Современный историк и филолог А. В. Назаренко считает, что ругами в то время именовались купцы из Руси. В западноевропейских письменных памятниках X—XI веков ругами именовались жители Руси, но количество таких документов исчисляется единицами, чтобы делать уверенный вывод о идентичности руси и ругов X века.
В 862 году король Людовик Немецкий в документе на земельные владения баварского монастыря упомянул хороним Ruzaramarcha, то есть Русская пограничная полоса в соседстве с Раффельштеттеном. В V—VI веках где-то там обитало германское племя ругов, и не исключено, что под ругами устав имел в виду придунайских славян, населявших земли исчезнувших ругов. В современной литературе ругами часто называют жителей острова Рюген в Балтийском море, смешивая прежних ругов из Скандинавии с заменившими их на острове славянами. Однако в исторических документах прибалтийских славян на Рюгене ругами не называли.
Согласно «Раффельштеттенскому уставу» торговцы-руги во времена Вещего Олега идентифицируются как вид славян. Их торговый маршрут пролегал, видимо, через Прагу.
Товар ругов перечислен как воск, рабы и лошади. Лошади как предмет торговли русских не отмечались другими авторами. Денежная единица скот (skoti), указанная в уставе, выглядит странно, так как денежная система франков основывалась на динаре (denier). Древнерусское слово скотъ обозначало как скотину, так и деньги, хотя второе значение не было распространённым. Похожие слова в обозначении денег отмечены в германских языках: др-сакс. skat, готск. skatts. Лингвисты не определили с уверенностью, кто у кого заимствовал данное слово для обозначения денег.